# Sam Baskini
Sam Baskini (eigentlich Samuel Baskind; * 10. August 1890 in Borissow, Gouvernement Minsk, Russisches Kaiserreich; † 24. November 1980 in Vence, Südfrankreich) war ein Kapellenleiter, Geiger und Altsaxophonist.

## Leben
Baskini studierte am Konservatorium in St. Petersburg. Während des Ersten Weltkrieges war er in deutscher Kriegsgefangenschaft. Er kam 1918 nach Berlin, wo er bis 1935 für Unternehmen Schallplattenaufnahmen mit Tanzmusik einspielte. Für diese Aufnahmesitzungen stellte er meist ein Orchester mit Solisten aus anderen Kapellen zusammen, welches auf den Etiketten dann als „Sam Baskini und seine Jazz-Symphoniker“ erschien. Daneben spielte er, neben anderen Tanzorchestern, auf dem Dachgarten des Warenhauses Karstadt in Berlin. Ab 1931 hatte er auch Engagements beim Reichssender Berlin, im Café Berlin und im Europa-Pavillon.
Im Jahr 1931 wirkten Baskini und sein Orchester auch bei den Aufnahmen zu dem Harry-Piel-Tonfilm ‘Ombres des bas fonds’ (“Schatten der Unterwelt”, auch bekannt als “Der Meisterdieb”) mit.
Als Refrainsänger arbeiteten bei Baskini der damals populäre Tenor Leo Monosson (unter verschiedenen Pseudonymen wie Leo Frey, Fred Mossner) und Pianist R. A. Dvorský mit. Nach der Machtübernahme der Nazis musste Baskini, der jüdischer Abstammung war, aufgrund des Verlustes seiner Arbeitserlaubnis 1935 Deutschland verlassen. Er ging nach Frankreich, zunächst nach Paris, und während des Krieges lebte er (illegal) mit seiner Familie in Limoges. Nach dem Krieg wurde er französischer Staatsbürger und lebte bis zu seinem Tod in der Nähe von Nizza; er gab zuletzt eine technische Zeitschrift heraus.

## Platten (Auswahl)
Baskini war an über 100 Aufnahmen mit seinem Orchester beteiligt, darunter
- Zuerst ein Schnäpschen und dann ein Küßchen, Kalliope K 1670
- Die schönste Frau von Madrid, Amücophon A 693
- Die Nacht von Saragossa, Ultraphon A 1105 – aufgenommen in Berlin, April 1932
- Vergib, vergib, Paloma! (Pardon, Pardon, Szenyora), Kalliope K 1578
- Mein Schatz ist ein Matrose mit einer blauen Hose, Kalliope K 1647